# جوناثان رووي
جوناثان رووي (بالإنجليزية: Jonathan Rowe)‏ هو لاعب كرة قدم بريطاني، ولد في 30 أبريل 2003.